# 山岳ミステリー
『山岳ミステリー』（さんがくミステリー）は、1989年から1991年まで日本テレビの火曜サスペンス劇場で放送されたサスペンスドラマシリーズである。大映テレビ製作。全5回。主演は伊藤かずえ。

## キャスト

### 旭川九条警察署
殿岡みどり
演 - 伊藤かずえ
旭川九条署の刑事。北海道初の女性刑事。
筑前由起夫
演 - 露口茂
旭川九条署の刑事（警部補）。殿岡の先輩刑事。
大野
演 - 長門裕之（第1作）、川崎敬三（第2作 - 第5作）
係長。筑前と殿岡の上司。

### ゲスト
第1作「大雪山殺人事件」（1989年）
- 大高弘明（貿易会社企画2課社員） - 広岡瞬
- 石橋珠江（千代子の親友） - 甲斐智枝美
- 小宮山（美容院経営者・圭子の母） - 高田敏江
- 田原千代子（大高の愛人・大雪山で死亡） - 根本里生子
- 三河多恵子（みどりの友人・登山仲間） - 湯浅けい子
- ホテル従業員 - 森岡いづみ
- 千代子の知人 - 勝部真由美
- 庄司教授（旭川医科大学 解剖医） - 稲垣昭三
- ナンシー・ロンシュタット（大高の恋人） - パトリシア
- 小宮山圭子（デパート店員・行方不明中） - 清原倫
- 遠山（貿易会社企画2課社員・大高の上司） - 村田則男
- 大高の母校の中学の教師 - 久遠利三
- 中村（マリンスポーツ店社長・千代子の雇い主） - 寺内よしえ

第2作「尾瀬湿原殺人事件」（1990年）
- 槙未弥子（旅行会社OL） - 若山幸子
- 河原崎建三、佐久田修

第3作「八甲田山 死の誘い」（1990年）
- 緑川智宏（プログラマー） - 金田賢一
- 松尾理恵（仁史の姉） - 山村紅葉
- 高田伸也（友江の元婚約者） - 宮崎達也
- 下村かや乃（クラブホステス） - 菅野玲子
- 早苗（旅館の娘） - 井上博美
- 妙子（山岳出版 社員・みどりの友人） - 康本美紀
- 鈴木（青森県警十和田北警察署 刑事） - 相馬剛三
- 下村（かや乃の母） - 目黒幸子
- 下村（土産物屋・かや乃の父） - 山本簾
- 岡部（八百屋・豪の父） - 神山卓三
- 岡部信子（豪の母） - 矢野泰子
- 江尻和晃（電機店店員） - 星野雄史
- 岡部豪（登山遭難者） - 中村瑞希
- 松尾仁史（登山遭難者） - 住若博之
- 緑川友江（智宏の妹・去年自殺） - 山本真由美
- 松尾（居酒屋・仁史の母） - 中真千子
- 田中（電機店店員） - 亀山助清

第4作「津軽竜飛岬 風の殺意」（1991年）
- 杉本圭吾（則子の恋人） - 船越英一郎
- 川島雪彦（キャスター） - 加納竜
- 川島千春（雪彦の妻） - 深水真紀子
- 今井令二（仮出所） - 伊東達広
- 加瀬則子（歌手） - 岸加奈子
- 木元（青森県警蟹田警察署三厩駐在所 刑事） - 松山照夫
- 小和田論（青森理科大学 教授） - 相馬剛三
- 千春の母（旅館なかやま女将） - 目黒幸子
- 大沢瑞江（リポーター） - 横田砂選
- 村山玲子（アシスタント） - 大橋雅子
- クラブ支配人 - 荒木優騎
- 佐竹（青森県警本部 係長） - 夏夕介

第5作「白馬岳 殺意の峰」（1991年）
- 高須武敏（20年前の万引き犯） - 宮田恭男
- 大岡好介（車の持ち主） - 織本順吉
- 高須結子（武敏の妹） - 菊地陽子
- 池田那保子（清人の娘） - 梶原阿貴
- 池田清人（レストラン経営者） - 井上高志
- 本庄由貴子（清人の愛人） - 山村紅葉
- 森山一（靴工場社長） - 大石吾朗
- 警官 - 長沢大
- 絹末知加子（20年前死亡） - 山口裕子
- 池田葉子（清人の妻） - 坂井寿美江
- 絹末信子（スーパー店員・知加子の母） - 溝口順子
- 高須（武敏と結子の母・20年前自殺） - 関根世津子
- 住職 - 今西正男
- 長野県大町警察署 刑事 - 杜澤泰文
- 佐藤（光栄塾 講師） - 竹村健
- 新小岩警察署 刑事 - 相馬剛三
- 池田直彦（清人の息子） - 山口純平
- 刑事 - 野口寛
- フミコ（大岡の同棲相手・2年前死亡） - 夏川加奈子
- 登山仲間 - 市村直樹

## スタッフ
- 原作 - 梓林太郎（第1作 - 第3作・第5作）、廣山義慶（第4作）
- 脚本 - 安本莞二（第1作 - 第5作）、井上芳夫（第1作）
- 監督 - 井上芳夫（第1作 - 第4作）、岡屋龍一（第5作）
- プロデューサー - 野末和夫（第1作・第3作 - 第5作）、野木小四郎（第1作・第3作 - 第5作）、明石竜二（第3作）
- 制作担当、木村康之
- 制作主任、高橋政彦
- 製作著作 - 大映テレビ
- 制作 - 日本テレビ

## 放送日程
| 話数 | 放送日         | サブタイトル        | 原作                               | 脚本              | 監督     | 視聴率 |
| ---- | -------------- | ------------------- | ---------------------------------- | ----------------- | -------- | ------ |
| 1    | 1989年08月01日 | 大雪山殺人事件      | 梓林太郎『大雪山殺人事件』         | 安本莞二 井上芳夫 | 井上芳夫 | 20.2%  |
| 2    | 1990年05月15日 | 尾瀬湿原殺人事件    | 梓林太郎『尾瀬殺人湿原』           | 安本莞二          | 井上芳夫 | 19.5%  |
| 3    | 12月18日       | 八甲田山 死の誘い   | 梓林太郎『八甲田山死の誘い』       | 安本莞二          | 井上芳夫 | 17.5%  |
| 4    | 1991年02月12日 | 津軽竜飛岬 風の殺意 | 広山義慶『風の殺意』               | 安本莞二          | 井上芳夫 | 16.8%  |
| 5    | 10月08日       | 白馬岳 殺意の峰     | 梓林太郎『北アルプス白馬岳の殺人』 | 安本莞二          | 岡屋龍一 | 12.8%  |